# Сюлисуфай, Эди
Эди Сюлисуфай (швед. Edi Sylisufaj; род. 8 марта 2000, Швеция) — косовский и шведский футболист, защитник клуба «Фалькенберг», выступающий на правах аренды за Сириус.

## Клубная карьера
Является воспитанником футбольного клуба «Фалькенберг», в котором начал заниматься с шестилетнего возраста. В ноябре 2015 года ездил на просмотр в клуб английской Премьер-лиги «Сандерленд», где тренировался с юношескими командами различных возрастов и принимал участие в контрольных матчах. Со следующего сезона стал привлекаться к тренировкам с основной командой «Фалькенберга». 15 октября впервые попал в заявку клуба на официальный матч с «Сундсваллем», но на поле не появился. В игре следующего тура с «Норрчёпингом» Сюлисуфай дебютировал в чемпионате Швеции, появившись на поле на 89-й минуте вместо Энока Кваква. Благодаря этому выходу нападающий вошёл в историю, как первый игрок рожденный в 2000-х годах, принявший участие в официальном матче чемпионата Швеции. В январе 2017 года подписал с клубом первый профессиональный контракт, рассчитанный на три года.
В августе 2021 года на правах аренды до конца сезона перешёл в «Сириус», выступающий в Алльсвенскане. 9 августа сыграл первую игру за новый клуб, появившись на поле в середине второго тайма матча против «Варберга» вместо Кристиана Куаку.

## Карьера в сборной
В ноябре 2017 года получил вызов в юношескую сборную Швеции на товарищеский турнир в Ла-Манге. В её составе дебютировал 9 февраля в матче с норвежцами, выйдя в стартовом составе. Также принял участие и в двух остальных поединках со сборными Польши и Чехии.
В начале октября 2020 года был вызван в молодёжную сборную Косова на матчи отборочного турнира к чемпионату Европы против команд Австрии и Андорры. 9 октября дебютировал за сборную, выйдя в середине второго тайма матча с австрийцами, завершившийся минимальной победой соперника.

## Достижения
Фалькенберг:
- Второе место в Суперэттане: 2018

## Клубная статистика
| Выступление      | Выступление      | Выступление      | Лига | Лига | Кубки | Кубки | Конт. кубки | Конт. кубки | Итого | Итого |
| Клуб             | Лига             | Сезон            | Игры | Голы | Игры  | Голы  | Игры        | Голы        | Игры  | Голы  |
| ---------------- | ---------------- | ---------------- | ---- | ---- | ----- | ----- | ----------- | ----------- | ----- | ----- |
| Фалькенберг      | Алльсвенскан     | 2016             | 3    | 0    | 0     | 0     | 0           | 0           | 3     | 0     |
| Фалькенберг      | Суперэттан       | 2017             | 5    | 2    | 3     | 0     | 0           | 0           | 8     | 2     |
| Фалькенберг      | Суперэттан       | 2018             | 6    | 0    | 1     | 0     | 0           | 0           | 7     | 0     |
| Фалькенберг      | Алльсвенскан     | 2019             | 19   | 1    | 4     | 2     | 0           | 0           | 23    | 3     |
| Фалькенберг      | Алльсвенскан     | 2020             | 25   | 7    | 4     | 1     | 0           | 0           | 29    | 8     |
| Фалькенберг      | Суперэттан       | 2021             | 12   | 1    | 3     | 0     | 0           | 0           | 15    | 1     |
| Фалькенберг      | Итого            | Итого            | 70   | 11   | 15    | 3     | 0           | 0           | 85    | 14    |
| Сириус           | Алльсвенскан     | 2021             | 12   | 2    | 1     | 1     | 0           | 0           | 13    | 3     |
| Сириус           | Итого            | Итого            | 12   | 2    | 1     | 1     | 0           | 0           | 13    | 3     |
| Всего за карьеру | Всего за карьеру | Всего за карьеру | 82   | 13   | 16    | 4     | 0           | 0           | 98    | 17    |